# 開羅輕軌
開羅輕軌（阿拉伯语：القطار الكهربائي الخفيف），又稱斋月十日城铁路，是一条连接埃及首都开罗市区、與东部卫星城新行政首都和斋月十日城的通勤鐵路，可为开罗周边多个卫星城近500万居民提供服务，是中华人民共和国与埃及“一带一路”合作项目之一。该铁路于2022年7月通车试运行，预计每天可运送乘客36万人。
本路線雖然被稱為開羅輕軌，但並不是輕軌運輸系統。輕軌是中國大陸對於低規格的鋼軌、中運量系統，或都市軌道運輸中的平面及高架路線的稱呼，見輕軌#中國大陸用法。

## 建造
開羅輕軌项目于2014年签署框架协议。2015年9月，埃及总统阿卜杜勒-法塔赫·塞西对中华人民共和国进行国事访问并签署了一些商业协定，其中包括斋月十日城铁路项目，该项目随后也被纳入首批中埃产能合作优先项目清单。
2016年1月，在中国共产党中央委员会总书记习近平访问埃及前夕，中航工业、中国中铁与与埃及国家隧道局签署了斋月十日城铁路项目EPC合同，约定联合体以EPC+F模式承建铁路项目，其中中国中铁作为联合体牵头方占70%的份额。2016年11月，深圳地铁集团与中国中铁、中航国际签订合作协议，组成埃及斋月十日城市郊铁路运营维护与沿线综合开发联合体。2017年8月15日，中国中铁、中航国际授权代表与埃及国家隧道局主席在埃及总理府签署项目商务合同，中国中铁-中航国际联合体将以总承包模式承建斋月十日城铁路项目，合同金额达12.4亿美元。
2018年9月，埃及总统塞西对中華人民共和国进行国事访问并参加2018年中非北京峰会，期间签署了投资额约180亿美元的投资协议，其中包括由中国进出口银行提供的用于基础设施建设与车辆配置的12亿美元贷款。
2019年12月、2021年3月，深圳地铁集团分别与中国中铁-中航国际联合体签署了两项协议，分别为该铁路提供一年半的运营准备和两年的运营监督服务。
2021年9月7日，埃及总统塞西为中车四方研制的斋月十日城市域列车揭幕并登车参观。
2022年3月28日，斋月十日城铁路项目A、B段通车。4月30日，该项目在A3区段完成列车逐级提速试验，最高瞬时速度达到125千米/小时。
2022年7月3日，斋月十日城铁路一期通车试运行，埃及总统塞西、总理马德布利等埃及官员出席通车试运行活动，并与中国驻埃及大使廖力强一同试乘了阿德利·曼苏尔至巴德尔段。

## 线路
斋月十日城铁路一期、二期全长67.85千米，其中桥梁段7.5千米、隧道段0.3千米，共设有12座车站、1个车辆段和2座牵引变电所。铁路自位于开罗国际机场北侧的开罗地铁3号线的阿德里·曼苏尔站出发，于开罗至伊斯梅利亚沙漠公路南侧向东铺设，途径阿布尔市、麦迪纳蒂、舒鲁克城、新赫利奥波利斯等卫星城，在巴德尔城北侧设有车辆段，并于此分为两条支路：B段向东跨过大开罗二环路，然后转向东南方向沿大开罗二环路延伸至埃及首都国际机场、新行政首都；C段折向西北方向，沿大开罗二环路延伸至卫星城斋月十日城。。
斋月十日城铁路项目全长约103千米，共设19个车站，未来规划将分别建设南延约18.5公里的四个车站和北延约16公里的三个车站。

## 车站列表
| 路段                                                                                                | 工程编号            | 英文站名              | 中文站名        | 里程[1] （千米） | 站间距 （千米） | 换乘                       | 开通日期     |
| 主线与南支线                                                                                        | 主线与南支线        | 主线与南支线          | 主线与南支线    | 主线与南支线     | 主线与南支线    | 主线与南支线               | 主线与南支线 |
| --------------------------------------------------------------------------------------------------- | ------------------- | --------------------- | --------------- | ---------------- | --------------- | -------------------------- | ------------ |
| A段                                                                                                 | L01                 | Adly Mansour          | 阿德里·曼苏尔   | 0                | -               | 开罗地铁3号线 埃及国家铁路 | 2022年7月3日 |
| A段                                                                                                 | L03                 | EL-Obour              | 阿布尔          | 6.1              | 6.1             |                            | 2022年7月3日 |
| A段                                                                                                 | L05                 | Future                | 未来            | 13.2             | 7.1             |                            | 2022年7月3日 |
| A段                                                                                                 | L07                 | EL-Shorouk            | 舒鲁克          | 18.2             | 5.0             |                            | 2022年7月3日 |
| A段                                                                                                 | L09                 | New Heliopolis        | 新赫利奥波利斯  | 22.8             | 4.6             |                            | 2022年7月3日 |
| A段                                                                                                 | L11                 | Badr                  | 巴德尔          | 29.0             | 6.2             |                            | 2022年7月3日 |
| B段                                                                                                 | L13                 | EL-Robaiky            | 如贝克          | 32.6             | 3.6             |                            | 2022年7月3日 |
| B段                                                                                                 | L27                 | Hadayek AL-Assema     | 哈达耶克·阿塞马 | 40.6             | 8.0             |                            | 2022年7月3日 |
| B段                                                                                                 | L15                 | Capital Airport       | 首都机场[2]     | 48.3             | 7.7             |                            | 2022年7月3日 |
| B段                                                                                                 | L17                 | Arts And Culture City | 艺术文化[3]     | 58.1             | 9.8             | 新行政首都单轨             | 2022年7月3日 |
| |                     | Nativity Cathedral    | 圣诞教堂        |                  |                 |                            | 规划中       |
| | Octagon             | 八角大楼              |                 |                  |                 |                            | 规划中       |
| | Int. Sports City    | 国际体育城            |                 |                  |                 |                            | 规划中       |
| | Central Capital     | 首都中央              |                 |                  | 高速铁路        |                            | 规划中       |
| 北支线                                                                                              |                     |                       |                 |                  |                 |                            |              |
| C段                                                                                                 | L19                 | Industrial Park       | 工业园区        | 33.9             | 4.9             |                            | 建设中       |
| C段                                                                                                 | L26                 | Knowledge City        | 知识城[4]       | 37.7             | 3.8             |                            | 建设中       |
| |                     | West of Ranmadan      | 斋月西          |                  |                 |                            | 规划中       |
| | 10th of Ramadan     | 斋月十日城            |                 |                  |                 |                            | 规划中       |
| | Ramadan City Center | 斋月市中心            |                 |                  |                 |                            | 规划中       |
| 注释                                                                                                |                     |                       |                 |                  |                 |                            |              |
| 1 里程为自起点起的里程。 2 亦有译作新首都1站。 3 亦有译作新首都2站。 4 建设阶段亦称为斋月十日城站。 |                     |                       |                 |                  |                 |                            |              |

## 使用车辆
斋月十日城铁路使用中车四方提供的市域电动车组，采用25KV交流接触网供电，设计速度120千米，这也是埃及目前最快的市域电动车组。列车采用6节编组，最多可载客2222人。列车大量采用国际先进标准设计，整车性能达到国际先进水平。为适应埃及的沙漠高温环境，列车开发有独立除沙系统，对车辆关键系统部件也进行了特殊防风沙设计，采用了双层中空灰色玻璃、大功率空调、遮阳帘等适应性设计。此外，列车在设计上也融入了埃及本土元素，车身色带采用埃及国旗上的红色作为涂装主题色，色带造型以埃及国徽上的萨拉丁雄鹰为设计灵感。中车四方在2018年同中国中铁-中航国际联合体签署了车辆供货合同，将会提供22列（132辆）市域电动车组和12年的维保服务，首列电动车组于2019年5月下线。